# Сухажево (Сьремський повіт)
Сухажево (пол. Sucharzewo) — село в Польщі, у гміні Бродниця Сьремського повіту Великопольського воєводства.
У 1975-1998 роках село належало до Познанського воєводства.